# Hrabstwo Jones (Dakota Południowa)
Hrabstwo Jones (ang. Jones County) – hrabstwo w stanie Dakota Południowa w Stanach Zjednoczonych. Obszar całkowity hrabstwa obejmuje powierzchnię 971,66 mil² (2516,59 km²). Według szacunków United States Census Bureau w roku 2009 miało 1037 mieszkańców.
Hrabstwo powstało w 1916 roku. Na jego terenie znajdują się następujące gminy (townships): Dunkel, Grandview, Kolls, Morgan, Mullen, Mussman, Okaton, Scovil, South Creek, Williams Creek, Zickrick.

## Miejscowości
- Draper
- Murdo
- Okaton (CDP)